# Gran Premio de Francia de Motociclismo de 1951
El Gran Premio de Francia de Motociclismo de 1951 fue la sexta prueba de la temporada 1951 del Campeonato Mundial de Motociclismo. El Gran Premio se disputó el 15 de julio de 1951 en el Circuito de Albi.

## Resultados 500cc
La victoria de Alfredo Milani puso algo de emoción en la general de la categoría de 500cc. Bill Doran obtuvo un podio con su AJS Porcupine por segunda vez esta temporada, subiendo al tercer lugar en el campeonato.
| Pos.    | Piloto            | Moto       | Tiempo/Retirado | Puntos |
| ------- | ----------------- | ---------- | --------------- | ------ |
| 1       | Alfredo Milani    | Gilera     | 1h 16' 52" 6    | 8      |
| 2       | Bill Doran        | AJS        | +8"             | 6      |
| 3       | Nello Pagani      | Gilera     | +10" 9          | 4      |
| 4       | Umberto Masetti   | Gilera     | +45" 6          | 3      |
| 5       | Geoff Duke        | Norton     | +45" 7          | 2      |
| 6       | Jack Brett        | Norton     | +47" 6          | 1      |
| 7       | Fergus Anderson   | Moto Guzzi |                 |        |
| 8       | Bill Petch        | AJS        |                 |        |
| 9       | Enrico Lorenzetti | Moto Guzzi |                 |        |
| 10      | Johnny Lockett    | Norton     |                 |        |
| 11      | Rod Coleman       | AJS        |                 |        |
| 12      | Ray Amm           | Norton     |                 |        |
| 13      | Sante Geminiani   | Moto Guzzi |                 |        |
| 14      | Arthur Wheeler    | Norton     |                 |        |
| 15      | Jean Behra        | Moto Guzzi |                 |        |
| 16      | Tommy Wood        | Norton     |                 |        |
| 17      | Ernie Barrett     | Norton     |                 |        |
| 18      | Georges Houel     | Gilera     |                 |        |
| Ret     | Len Perry         | Norton     | Ret             |        |
| Ret     | Reg Armstrong     | AJS        | Ret             |        |
| Ret     | Eric Oliver       | Norton     | Ret             |        |
| Ret     | Georges Monneret  | Norton     | Ret             |        |
| Ret     | Jacques Collot    | Gilera     | Ret             |        |
| Fuente: |                   |            |                 |        |

## Resultados 350cc
Geoff Duke ganó la carrera de 350cc en Francia y amplió su ventaja en la general de forma considerable porque Les Graham no consiguió puntuar. Graham incluso fue superado en la clasificación por el piloto privado Johnny Lockett, que terminó cuarto en la carrera detrás de Jack Brett y Bill Doran.
| Pos.    | Piloto            | Moto       | Tiempo/Retirado | Puntos |
| ------- | ----------------- | ---------- | --------------- | ------ |
| 1       | Geoff Duke        | Norton     | 1h 04' 05" 1    | 8      |
| 2       | Jack Brett        | Norton     | +1' 03"         | 6      |
| 3       | Bill Doran        | AJS        | +1' 17" 7       | 4      |
| 4       | Johnny Lockett    | Norton     |                 | 3      |
| 5       | Reg Armstrong     | AJS        |                 | 2      |
| 6       | Rod Coleman       | AJS        | +1 Vuelta       | 1      |
| 8       | Werner Gerber     | AJS        |                 |        |
| 9       | Javier de Ortueta | Velocette  | +1 Vuelta       |        |
| 9       | Ray Amm           | Norton     | +1 Vuelta       |        |
| 10      | Len Perry         | Norton     |                 |        |
| 11      | Tommy Wood        | Velocette  |                 |        |
| 12      | Georges Monneret  | AJS        |                 |        |
| 13      | Pierre Monneret   | AJS        |                 |        |
| 14      | Ken Mudford       | AJS        |                 |        |
| 15      | Ernie Barret      | Moto Guzzi |                 |        |
| 16      | Fernando Flores   | Velocette  |                 |        |
| 17      | Geoges Houel      | Velocette  |                 |        |
| Ret     | Bob Foster        | Velocette  | Ret             |        |
| Ret     | Bill Lomas        | Velocette  | Ret             |        |
| Ret     | William Petch     | AJS        | Ret             |        |
| Ret     | Jacques Collot    | Velocette  | Ret             |        |
| Ret     | Les Graham        | Velocette  | Ret             |        |
| Ret     | Arthur Wheeler    | Velocette  | Ret             |        |
| Ret     | Heinrich Stamm    | Velocette  | Ret             |        |
| Fuente: |                   |            |                 |        |

## Resultados 250cc
En los entrenamientos de 250cc, se tuvo que lamentar la muerte de Dario Ambrosini, que provocó la retirada de Benelli para el resto de temporada. Bruno Ruffo ganó la carrera francesa de 250cc por solo nueve décimas sobre su compañero de cuadra Gianni Leoni. Ruffo, que no había viajado al TT de Man, ahora lideraba el campeonato del mundo junto al fallecido Ambrosini. Tommy Wood también condujo un Moto Guzzi, pero terminó tercero a casi dos minutos. Cayó del segundo al tercer lugar en la general.
| Pos.    | Piloto           | Moto       | Tiempo/Retirado | Puntos |
| ------- | ---------------- | ---------- | --------------- | ------ |
| 1       | Bruno Ruffo      | Moto Guzzi | 0h 58' 28" 5    | 8      |
| 2       | Gianni Leoni     | Moto Guzzi | +00" 9          | 6      |
| 3       | Tommy Wood       | Moto Guzzi | +1' 51" 8       | 4      |
| 4       | Fergus Anderson  | Moto Guzzi | +1' 52" 2       | 3      |
| 5       | Bill Lomas       | Velocette  |                 | 2      |
| 6       | Werner Gerber    | Moto Guzzi |                 | 1      |
| 7       | Geoges Houel     | Moto Guzzi |                 |        |
| 8       | Pierre Collignon | Moto Guzzi |                 |        |
| 9       | Cecyl Sanford    | Velocette  |                 |        |
| 10      | André Emo        | Excelsior  |                 |        |
| 11      | Alphonse Juigne  | NSU        |                 |        |
| Ret     | Bob Foster       | Velocette  | Ret             |        |
| Ret     | Arthur Wheeler   | Velocette  | Ret             |        |
| Ret     | Jean Behra       | Moto Guzzi | Ret             |        |
| Ret     | Jean Brethes     | Excelsior  | Ret             |        |
| Ret     | Miche Visade     | Moto Guzzi | Ret             |        |
| Fuente: |                  |            |                 |        |